# Gray Matter Interactive
Gray Matter Interactive (anteriomente Xatrix Entertainment, Inc.) foi um desenvolvedora americana de jogos eletrônicos, de Los Angeles, Califórnia. Fundada em 25 de Março de 1993, por Drew Markham e Barry Dempsey, a empresa foi comprada pela Activision em 14 de janeiro de 2002. Em 2005, o estúdio foi incorporado Treyarch, um outro estúdio na Califórnia pertencente à Activision.

## Jogos desenvolvidos
como Xatrix Entertainment
| Ano  | Título                               |
| ---- | ------------------------------------ |
| 1994 | Cyberia                              |
| 1995 | Cyberia 2: Resurrection              |
| 1997 | Redneck Rampage                      |
| 1997 | Redneck Rampage: The Early Years     |
| 1998 | Redneck Rampage Rides Again          |
| 1998 | Redneck Deer Huntin'                 |
| 1998 | Quake II Mission Pack: The Reckoning |
| 1999 | Kingpin: Life of Crime               |

como Gray Matter Interactive
| Ano       | Título                         | Ref.  |
| --------- | ------------------------------ | ----- |
| 2001      | Return to Castle Wolfenstein   |       |
| 2004      | Call of Duty: United Offensive |       |
| Cancelado | Trinity: The Shatter Effect    | [ 4 ] |